# Richie Powell
Richard „Richie“ Powell (* 5. September 1931 in New York City, New York; † 26. Juni 1956 in Bedford, Pennsylvania) war ein amerikanischer Pianist, Komponist und Arrangeur des Modern Jazz.
Richie Powell war der jüngere Bruder von Bud Powell. Er studierte in New York, spielte von 1949 bis 1951 in New York und Philadelphia. 1951 bis 1952 arbeitete er bei Paul Williams, 1952 bis 1954 bei Johnny Hodges und war danach Mitglied des Quintetts von Max Roach und Clifford Brown. Sein Ruf gründete sich vor allem auf seine Arrangements. Er nahm außerdem mit Sonny Rollins und Dinah Washington Schallplatten auf. Powell kam bei einem Autounfall gemeinsam mit seiner Frau Nancy und Clifford Brown ums Leben.

## Auswahldiskographie
- Clifford Brown: Alone Together (Verve, 1954–56)
- Max Roach: Brownie Lives (Fresh Sound Rec., 1956)
- Sonny Rollins: Plus Four (Prestige/OJC, 1956)
- Paul Williams Orchestra: The Complete Recordings Vol. 2 (Blue Moon, 1949–52)